# Be-200 (航空機)
Be-200
- 用途：多目的水陸両用機
- 分類：飛行艇
- 製造者：ベリエフ
- 運用者： ロシア、 アゼルバイジャン
- 初飛行：1998年9月24日
- 生産数：19機[1]
- 運用開始：2003年7月31日
- 退役：現役
- 運用状況：13機

Be-200とは、ロシアの航空機メーカーであるベリエフ設計局が1998年に開発した多目的水陸両用機（飛行艇）である。

## 概要
ジェット双発飛行艇であり、旅客輸送や消火飛行艇、捜索・救難機、さらには対潜哨戒機を想定して1980年代末より開発が行われた。
ベリエフ設計局は1986年に初飛行したA-40を完成させており、Be-200の機体概要はそれに範を取り、大幅に小型化した機体となっている。機体重量はA-40の44tに対し27.6tと大幅に少なくなったが、高翼配置の主翼や機体後半上部に突き出して設置されたエンジン、ドーサルフィン・T字尾翼の配置は同等となっている。模型は1991年のパリ航空ショーでも展示された。
開発はソ連経済の崩壊もあって難航したが、1996年に初号機が完成、1998年9月24日に初飛行を行なった。受注は1997年にロシア非常事態省から受けたのを皮切りに、西ヨーロッパやアジアにも売り込みをかけている。
量産初号機は2003年に初飛行し、引渡しが開始されている。

## 輸入代替
Be-200はD-346TPを搭載しているが、これはウクライナ製エンジンであり尊厳の革命の影響を受けた。2016年段階では民生向けとして輸出されていたため代替エンジンであるSaM146と並行で検討を行っていたが、2018年2月19日に民間向けの輸出も禁止していること、パワージェットと行った作業の結果SaM146への換装について技術的な実現可能性を確認したことが発表された。
2018年の国際フォーラムエンジン(MFD 2018)において統一エンジン製造会社のアレクサンダー・アルティコフ氏はSaM146を搭載する計画が2020年の第三または第四四半期に予定されていると述べた。彼によるとSaM146は新しいナセルと共に搭載されることになるという。5月にはサンクトペテルブルク国際経済フォーラム(SPIEF-2018)においてロシアのサトゥールンとフランスのサフラン・エアクラフト・エンジンズが、ロシアのBe-200向けのSaM146派生型エンジンの開発に関する枠組み合意に調印。両社は、SaM146エンジンの自動化された制御デジタルシステムのソフトウェアのBe-200との統合とエンジン換装型の認証のために真剣に最終化することを想定した近代化に合意した。試験と認証を目的とした3つのプロトタイプを作成するための3年間のロードマップが作成中とされていた。しかし、この決定は2019年4月にロシア連邦検察局によって取り消された。
ロシア首相ミハイル・ミシュスチン は、2022年2月、国営企業ロステックに対し、PD-14 ターボファンエンジンのバリエーションであるPD-8の開発作業を加速し、PD-8をBe-200に使用するよう求めた。このエンジンは、自動制御システム（西側ではFADECと呼ばれる）を含め、国産の材料と部品で組み立てられるため、西側の制裁や禁輸に関する問題を回避することができるという。型式認証は2023年に予定されている。

## 事故
2020年２月ごろに納入されたロシア海軍向けに初納入されたBe -200ESは、2021年8月14日トルコのカフラマンマラシュの山火事の消火任務活動中に墜落し、ロシア人乗組員５人と同乗したトルコ人３人が死亡した。

## 各型
Be-200
原型機
Be-200ES
ロシア非常事態省向け多用途機、消火・捜索・救難目的。
Be-200E
Be-200ESの英語計器モデル
Be-200RR
ロールス・ロイス社製BR715エンジン搭載機。
Be-210
純旅客輸送機型。計画のみ。
Be-220
対潜哨戒機。計画のみ。

## 性能要目
- 全長: 32.05 m
- 全幅: 32.78 m
- 高さ: 8.90 m
- 翼面積: 117.44 m2
- エンジン D-436TP ターボファンエンジン 73.6 kN 2基
- 最大速度: 700 km/h in 7000m
- 巡航速度: 600 km/h
- 離陸速度: 185 km/h
- 経済的巡航高度: 8000 m
- 航続距離: 3850 km
- 乗員: 2
- 乗客: 64（エコノミー）、32（ビジネス）

|              | US-2           | CL-415         | AVIC AG-600    | Be-200       |
| ------------ | -------------- | -------------- | -------------- | ------------ |
| 画像         |                |                |                |              |
| 全長         | 33.3 m         | 19.8 m         | 36.9～37.0 m   | 31.4 m       |
| 全幅         | 33.2 m         | 28.6 m         | 38.8 m         | 32.8 m       |
| 全高         | 10.06 m        | 8.90 m         | 12.1 m         | 8.90 m       |
| 発動機       | AE2100J×4      | PW123AF×2      | WJ-6           | D-436TP×2    |
| 発動機       | ターボプロップ | ターボプロップ | ターボプロップ | ターボファン |
| 最大離陸重量 | 47.7 t         | 19.9 t         | 53.5 t         | 41.0 t       |
| 航続距離     | 4,700 km以上   | 2,426 km       | 4,500 km       | 3,300 km     |
| 巡航高度     | 9,000 m以上    | 3,048 m        | 6,000 m        | 7,986 m      |
| 巡航速度     | 480 km/h       | 278 km/h       | 560～570 km/h  | 560 km/h     |
| 離水距離     | 280 m          | 808 m          | 1,500 m        | 1,000 m      |
| 着水距離     | 330 m          | 665 m          | 不明           | 1,300 m      |
| 着水可能波高 | 3.0 m          | 1.8 m          | 2.0～2.8 m     | 1.2 m        |
| 乗員         | 11名           | 2-9名          | 3名            | 2名          |
| 運用開始     | 2007年         | 1994年         | 開発中         | 2003年       |
| 採用国       | 1              | 9              | 開発中         | 2            |